# AGM-28 Hound Dog
AGM-28 Hound Dog là một loại tên lửa hành trình siêu âm động cơ turbojet mang đầu đạn hạt nhân do North American Aviation phát triển vào năm 1959 để trang bị cho Không quân Hoa Kỳ. Nó được thiết kế với mục đích chính là tấn công các căn cứ phòng không mặt đất của Liên Xô trước khi sử dụng máy bay ném bom chiến lược Boeing B-52 Stratofortress ném bom trải thảm. Đây là chiến lược tấn công tổng lực của Không quân Mỹ trong giai đoạn chiến tranh Lạnh từ năm 1953-1962. Tên lửa hành trình Hound Dog ban đầu được phát triển với định danh là B-77, sau đó đổi thành GAM-77, và cuối cùng là AGM-28. Đây là vũ khí được cho là bước đệm cho B-52 trước khi tên lửa đạn đạo phóng từ trên không GAM-87 Skybolt được phát triển hoàn thiện. Thực tế, dự án phát triển Skybolt đã cuối cùng bị hủy bỏ sau vài năm và tên lửa hành trình Hound Dog tiếp tục được đưa vào trang bị trong 15 năm trước khi nó được thay thế bởi các loại tên lửa mới hơn bao gồm AGM-69 SRAM và sau đó là AGM-86 ALCM.

## Phát triển
Những năm 1950, Mỹ trở nên lo ngại trước tên lửa phòng không của Liên Xô, nhất là khu vực xung quanh thủ đô Moskva. Vào thời điểm đó, toàn bộ khả năng răn đe hạt nhân của Mỹ là dựa trên máy bay ném bom chiến lược có người lái của Không quân và Hải quân Mỹ. Việc triển khai số lượng lớn tên lửa phòng không sẽ khiến lực lượng này hoạt động kém hiệu quả. Một giải pháp cho vấn đề này là mở rộng tầm bắn của bom, thông qua sử dụng Bom lượn, hoặc thực tế hơn là bằng cách trang bị tên lửa đối đất tầm ngắn đến tầm trung. Điều này cho phép máy bay phóng vũ khí từ ngoài tầm bắn của tên lửa phòng không của đối phương.
Do hệ thống phòng không của Liên Xô là cố định và dễ bị phát hiện qua các bức ảnh trinh sát trên không hoặc vệ tinh, lực lượng Không quân Hoa Kỳ sẽ lên kế hoạch sử dụng tên lửa hành trình tầm xa để tấn công các căn cứ phòng không trước khi máy bay ném bom bay vào tầm bắn của tên lửa phòng không. Tên lửa SA-2 Guideline hiện đại nhất của Liên Xô khi đó có tầm bắn tối đa khoảng 30 km. Tên lửa hành trình sẽ phải bay đủ nhanh và có tầm bắn đủ xa để máy bay ném bom có khả năng bay tới cự ly an toàn trước khi tên lửa phát nổ trên mục tiêu. Tên lửa hành trình cũng sẽ có thể tấn công căn cứ Không quân của đối phương, trong trường hợp này tên lửa hành trình sẽ phải có tầm bắn tối thiểu là vài trăm km để máy bay ném bom có thể tránh đối đầu trực tiếp với máy bay tiêm kích của đối phương vốn có phạm vi phòng vệ lớn hơn nhiều so với các bệ phóng tên lửa phòng không.
Yêu cầu tính năng của tên lửa hành trình mới đã được đưa ra ngày 15/3/1956, với tên ký hiệu là WS-131B. Loại tên lửa hành trình mới phải có trọng lượng nhỏ hơn 12.500 pound (5.700 kg) (đủ nhiên liệu và đầu đạn) để có thể mang trên máy bay ném bom chiến lược B-52 Stratofortress. Mỗi máy bay B-52 có khả năng trang bị dưới mỗi cánh 1 quả, một quả giữa thân và giữa động cơ.
Cả Chance Vought và North American Aviation đều đệ trình đề xuất GAM-77 cho USAF vào tháng 7 năm 1957, và cả hai đều dựa trên nghiên cứu trước đó của họ về tên lửa hành trình tầm xa phóng từ mặt đất. Bản đệ trình của Vought là sử dụng một phiên bản phóng từ trên không của tên lửa SSM-N-8 Regulus, được phát triển cho Hải quân Hoa Kỳ,  trong khi của North American Aviation đề xuất biến thể của tên lửa SM-64 Navaho. 21/8/1957, North American Aviation được trao hợp đồng phát triển Hệ thống vũ khí 131B, trong đó có tên lửa Hound Dog.

## Thiết kế

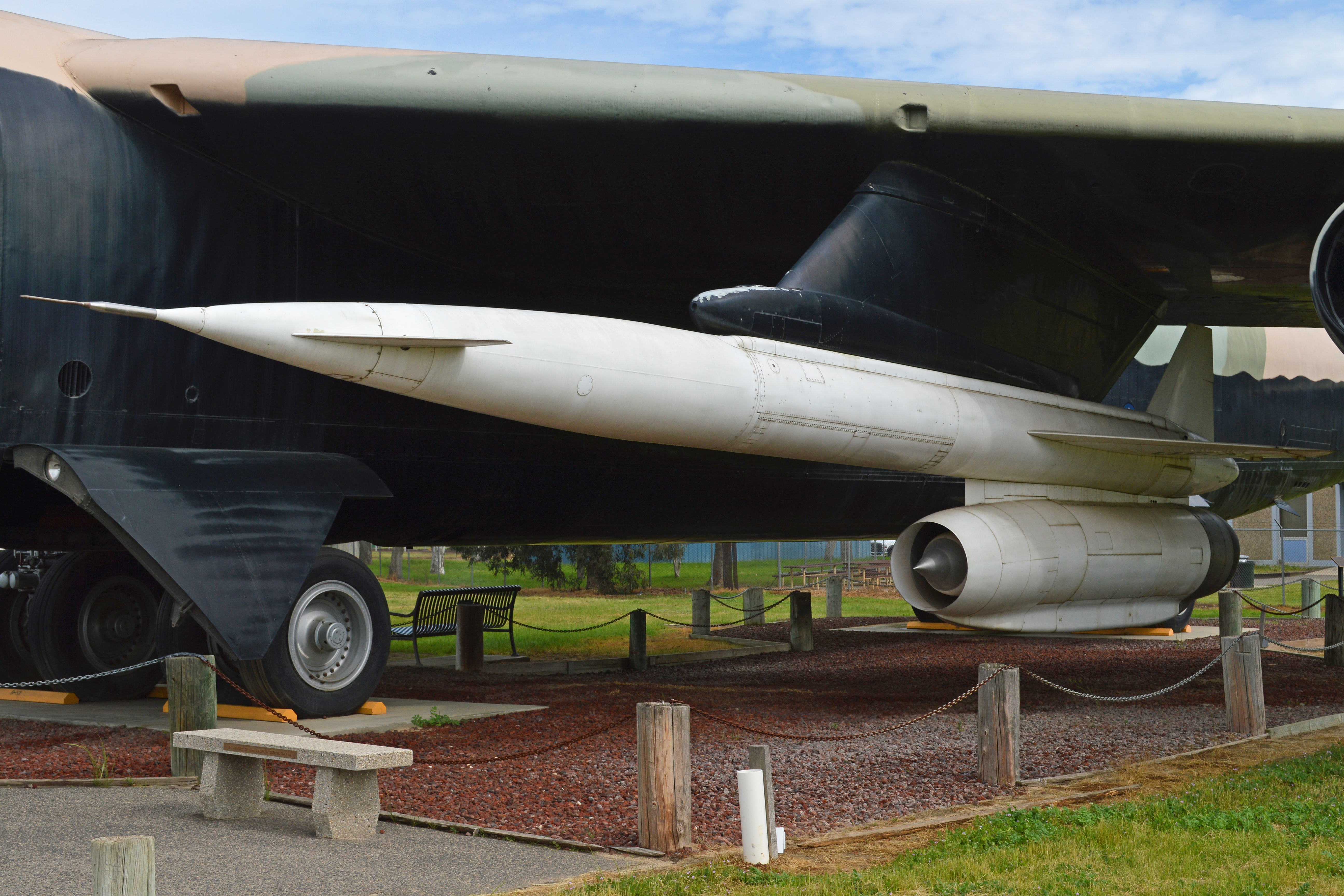
Tên lửa hành trình AGM-28 treo dưới cánh máy bay B-52.

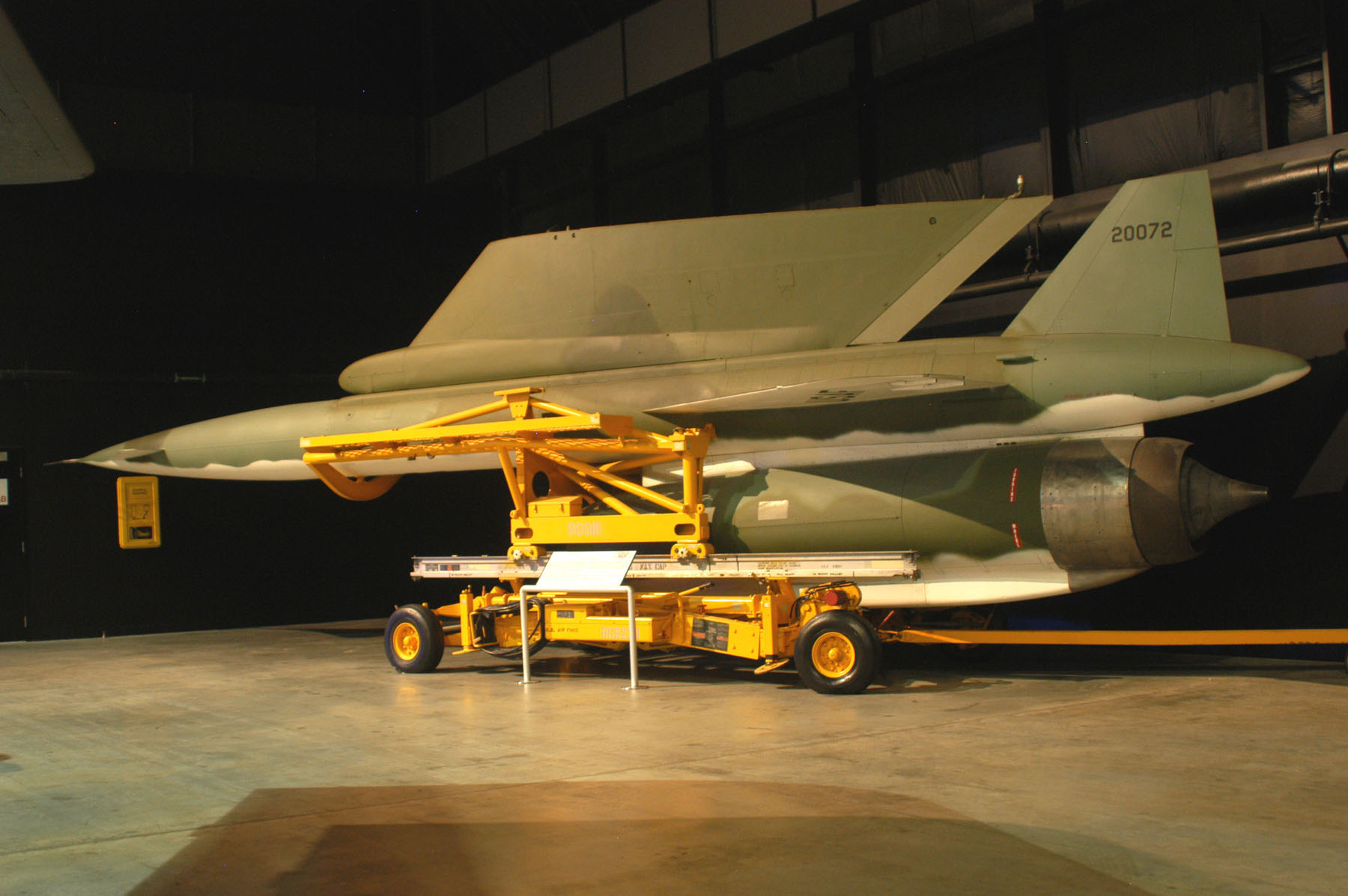
Hound Dog được treo dưới cánh, mấu treo có bao gồm các thiết bị điện và hệ thống tái nạp nhiên liệu.

Khung thân của tên lửa Hound Dog được phát triển từ tên lửa SM-64 Navaho, được điều chỉnh để phóng từ máy bay ném bom B-52. Thiết kế của Hound Dog dựa trên tên lửa Navaho G-38, với cánh delta nhỏ và cánh vịt.
Tên lửa sử dụng động cơ turbojet Pratt & Whitney J52-P-3, thay vì sử dụng động cơ ramjet như Navaho. Động cơ J52 được đặt ở trong một khoang bên dưới thân sau. Động cơ J52-P-3 được sử dụng trên tên lửa Hound Dog, không giống như động cơ J52 được lắp trên các máy bay như Douglas A-4 Skyhawk hay Grumman A-6 Intruder. Động cơ tên lửa được tối ưu hóa để hoạt động ở công suất tối đa trong quá trình bay của tên lửa. Do đó phiên bản động cơ tên lửa J52-P-3 của Hound Dog có thời gian hoạt động ngắn ngủi chỉ sáu giờ. Trên thực tế chiến đấu, tên lửa Hound Dog được cài đặt chế độ sẽ tự hủy trong thời gian chưa tới sáu giờ đồng hồ sau khi được phóng đi.
Tên lửa sử dụng một phiên bản hệ thống dẫn đường quán tính N-6 của tên lửa Navaho, ngoài ra một hệ thống định vị bằng quan trắc thiên văn do Kollsman Instruments Co. phát triển được đặt dưới cánh của B-52 cũng được sử dụng để hiệu chỉnh sai số định vị quán tính của tên lửa dựa theo quan trắc thiên văn. Tên lửa hành trình Hound Dog có bán kính chính xác là khoảng 2,2 dặm (3,5 km), một mức sai số chấp nhận được với một tên lửa mang theo đầu đạn hạt nhân.
Tên lửa được trang bị đầu đạn nhiệt hạch W28 Class D. Đầu đạn W28 có đương lượng nổ có thể thay đổi được từ 70 kiloton đến 1,45 megaton. Tên lửa có khả năng lập trình để kích nổ đầu đạn trên không hoặc chạm đất. Đối với mục tiêu mềm, mục tiêu diện rộng sẽ kích nổ đầu đạn trên không, trong khi chế độ chạm nổ sẽ sử dụng khi tên lửa tấn công các mục tiêu kiên cố như trung tâm chỉ huy hay khu vực phóng tên lửa của đối phương.
Tên lửa hành trình Hound Dog được phóng từ máy bay ném bom chiến lược B-52 Stratofortress ở độ cao lớn hoặc thấp, nhưng độ cao bay khi phóng tên lửa không dưới 5.000 foot (1.500 m). Ban đầu, phi công sẽ lựa chọn 3 dạng đường bay khác nhau cho tên lửa:
- Chế độ tấn công ở độ cao lớn: Tên lửa sẽ bay ở độ cao lên tới 17.000 m tuỳ thuộc vào lượng nhiên liệu trong tên lửa trong suốt hành trình bay đến mục tiêu, sau đó tên lửa sẽ bổ nhào tấn công mục tiêu.
- Chế độ độ cao thấp: Tên lửa bay ở độ cao thấp dưới 5.000 foot (1.500 m) (độ cao khí áp) trên toàn hành trình tới mục tiêu. Trong chế độ này, tên lửa sẽ chỉ có tầm bay 400 dặm (640 km). Tên lửa không có khả năng bay bám địa hình trong chế độ bay này.
- Chế độ độ cao rất thấp: Phiên bản tên lửa GAM-77B (sau là AGM-28B) có khả năng bay thấp để tránh sự phát hiện của radar ở độ cao từ 3.000 đến 100 foot (914 đến 30 m). Như được nhắc tới bên trên phiên bản GAM-77A, tầm bay của tên lửa cũng bị giảm đi. Tuy nhiên tên lửa lại có khả năng bay thấp gần mặt đất giúp chúng khó bị radar phát hiện do hoà vào nhiễu nền. Tất cả các phiên bản tên lửa GAM-77 cũng được trang bị khả năng này.
- Dogleg attack: Tên lửa Hound Dog bay dọc theo một tuyến đường chỉ định đến một điểm gần mục tiêu. Tại điểm này tên lửa sẽ ngoặt trái hoặc phải trước khi bay tới mục tiêu. Mục đích của việc này là để thu hút các máy bay đánh chặn của đối phương.

Tên lửa Hound Dog giả thử nghiệm diễn ra vào tháng 11 năm 1958. 52 tên lửa GAM-77A đã được phóng thử nghiệm và huấn luyện từ 23/4/1959 đến 30/8/1965. Việc thử nghiệm diễn ra tại Trạm không quân Mũi Canaveral, căn cứ Không quân Eglin, Florida, và tại Trường thử nghiệm tên lửa White Sands, New Mexico.
Tên lửa Hound Dog được phát triển hoàn thiện trong khoảng thời gian chỉ 30 tháng. North American Aviation nhận được hợp đồng chế tạo Hound Dogs vào ngày 16 tháng 10 năm 1958. Lô tên lửa đầu tiên được bàn giao cho Không quân Mỹ vào 21/12/1959. Đã có tổng cộng 722 quả tên lửa AGM-28 Hound Dog được North American Aviation sản xuất trước khi dây chuyền sản xuất ngừng lại vào tháng 3 năm 1963.
Tháng 5/1961, một phiên bản cải tiến của Hound Dog được thử nghiệm, phiên bản cải tiến giảm thiết diện radar của tên lửa. Bản thân tên lửa Hound Dog đã có cấu hình thiết diện radar nhỏ do cấu trúc cánh delta. Tuy nhiên bản nâng cấp còn cải thiện hơn nữa khả năng tàng hình radar bằng cách thay đổi đầu mũi tên lửa, cửa hút gió của tên lửa và động cơ với các vật liệu hấp thụ radar có tác dụng hấp thụ hoặc phân tán năng lượng radar. Các cải tiến này trên tên lửa Hound Dog đã bị loại bỏ sau khi nó bị loại biên.
Phiên bản cải tiến mang định danh GAM-77A của tên lửa GAM-77 được trang bị hệ thống dẫn đường thiên văn mới KS-140 của Kollsman Instruments Co., được tích hợp với hệ thống dẫn đường quán tính N-6. Hệ thống dẫn đường thiên văn mới thay thế cho hệ thống cũ được đặt trong giá treo tên lửa của B-52. Lượng nhiên liệu mà tên lửa GAM-77A mang được tăng lên so với các phiên bản cũ. Một radar đo cao mới được trang bị giúp tên lửa có khả năng bay bám theo địa hình. 428 tên lửa Hound Dog đã được North American nâng cấp lên cấu hình GAM-77A.
66 tên lửa phiên bản GAM-77A đã được phóng thử nghiệm và huấn luyện tính đến tháng Tư năm 1973.
Tháng Sáu năm 1963 tên lửa GAM-77 và GAM-77A được định danh lại thành AGM-28A và AGM-28B.
Vào năm 1971, một tên lửa Hound Dog đã được thử nghiệm với hệ thống định vị Terrain Contour Matching (TERCOM). Theo như báo cáo, phiên bản với định danh AGM-28C sẽ được trang bị hệ thống này nếu như nó được tiếp tục phát triển, nhưng cuối cùng nó không được triển khai. Công nghệ dẫn đường TERCOM, với hệ thống điện tử tốt hơn và có máy tính kỹ thuật số, về sau đã được sử dụng trên tên lửa hành trình phóng từ trên không AGM-86 ALCM và tên lửa Tomahawk.
Năm 1972, Bendix Corporation đã được trao hợp đồng phát triển một đầu dò radar thụ động chống bức xạ để dẫn hướng cho tên lửa nhằm vào các ăngten phát tín hiệu radar. Một tên lửa Hound Dog với đầu dò radar thụ động này đã được thử nghiệm bay vào năm 1973, nhưng chưa bao giờ được sản xuất hàng loạt.

## Lịch sử trang bị

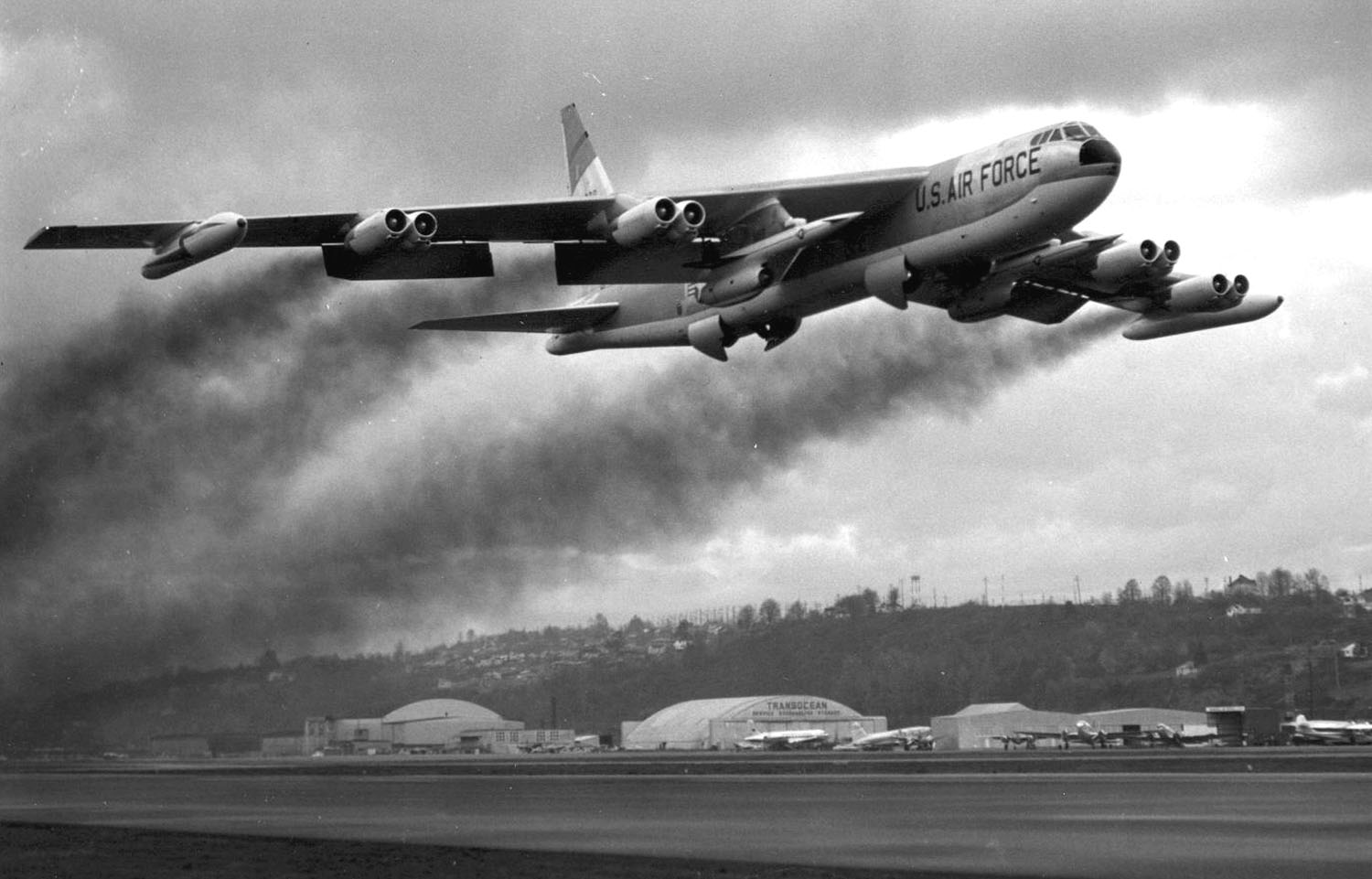
B-52F takeoff with AGM-28 Hound Dog missiles

Ngày 21/12/1959, Tướng Thomas S. Power, Tổng tư lệnh Bộ Tư lệnh Không quân Chiến lược (SAC) của Không quân Mỹ, đã chính thức nghiệm thu tên lửa Hound Dog sản xuất loạt đầu. Hai tháng sau đã thử nghiệm tên lửa bản không mang đầu đạn lần đầu tại căn cứ không quân Eglin.
Tháng 7 năm 1960, AGM-28 Hound Dog đạt được khả năng hoạt động ban đầu với đơn vị B-52 đầu tiên. Tháng 11 năm 1960, Phi đội ném bom số 97 tại Căn cứ Không quân Blytheville, Arkansas là phi đội chiến đấu đầu tiên trong lực lượng Không quân chiến lược được trang bị tên lửa này. Khả năng hoạt động đầy đủ đã đạt được vào tháng 8 năm 1963 khi 29 phi đội máy bay ném bom B-52 được trang bị tên lửa Hound Dog.
Vào năm 1960, Bộ Tư lệnh Không quân Chiến lược đã phát triển các quy trình để máy bay ném bom B-52 có thể sử dụng động cơ tên lửa J52 của AGM-28 Hound Dog để có thêm lực đẩy trong khi tên lửa được đặt trên hai giá treo của máy bay ném bom. Điều này giúp các máy bay B-52 chở nhiều vũ khí cất cánh nhanh hơn. Sau đó, Hound Dog có thể được tiếp bổ sung nhiên liệu từ các thùng nhiên liệu trên cánh của B-52.
Một tên lửa Hound Dog bị rơi gần thị trấn Samson, Alabama, khi nó không kích hoạt thành công cơ chế tự hủy trong buổi phóng thừ nghiệm tại Căn cứ Không quân Eglin. Năm 1962, một tên lửa Hound Dog đã bị lỗi và bị rơi xuống mặt đất trong khi đang thử nghiệm hệ thống dưới cánh.
Tháng Năm năm 1962, Căn cứ Không quân Eglin tổ chức diễn tập phóng thử nghiệm Hound Dog đã được tiến hành trước sự chứng kiến của các quan chức cấp cao trong nước và quốc tế, đứng đầu là Tổng thống John F. Kennedy và Phó Tổng thống Lyndon B. Johnson.
Sau mười ba năm phục vụ trong Lực lượng Không quân Chiến lược, tên lửa hành trình Hound Dog cuối cùng đã được rút khỏi các đơn vị trực chiến vào ngày 30 tháng 6 năm 1975. Tên lửa Hound Dog được cất giữ trong kho trong nhiều năm sau đó. Tên lửa Hound Dog cuối cùng bị loại biên và tháo dỡ vào ngày 15/6/1978 tại Phi đoàn ném bom số 42, căn cứ Không quân Loring, Maine.
Do được thiết kế để mang đầu đạn hạt nhân, tên lửa Hound Dog chưa từng được sử dụng trong chiến đấu thực tế.
| GAM-77              | GAM-77A             |
| 59-2791 đến 59–2867 | 60–5574 đến 60–5603 |
| 60–2078 đến 60–2247 | 60–6691 đến 60–6699 |
|                     | 61–2118 đến 61–2357 |
|                     | 62–0030 đến 62–0206 |

### Số lượng tên lửa Hound Dog đưa vào biên chế
| 1959 | 1960 | 1961 | 1962 | 1963 | 1964 | 1965 | 1966 | 1967 | 1968 | 1969 | 1970 | 1971 | 1972 | 1973 | 1974 | 1975 | 1976 | 1977 | 1978 |
| 1    | 54   | 230  | 547  | 593  | 593  | 542  | 548  | 477  | 312  | 349  | 345  | 340  | 338  | 329  | 327  | 308  | 288  | 249  | 0    |

## Các phiên bản
- XGAM-77 — tên lửa nguyên mẫu, 25 chiếc được chế tạo
- GAM-77 — 697 tên lửa được chế tạo.
- GAM-77A — 452 tên lửa được nâng cấp từ phiên bản GAM-77 lên GAM-77A.
- AGM-28A — GAM-77 được định danh lại thành AGM-28A vào tháng 6/1963
- AGM-28B — GAM-77A được định danh lại thành AGM-28B vào tháng 6/1963
- AGM-28C — Phiên bản Hound Dog dự kiến sẽ được trang bị hệ thống dẫn đường TERCOM.

## Nước sử dụng
Hoa Kỳ
- United States Air Force

### Các phi đội sử dụng tên lửa Hound Dog

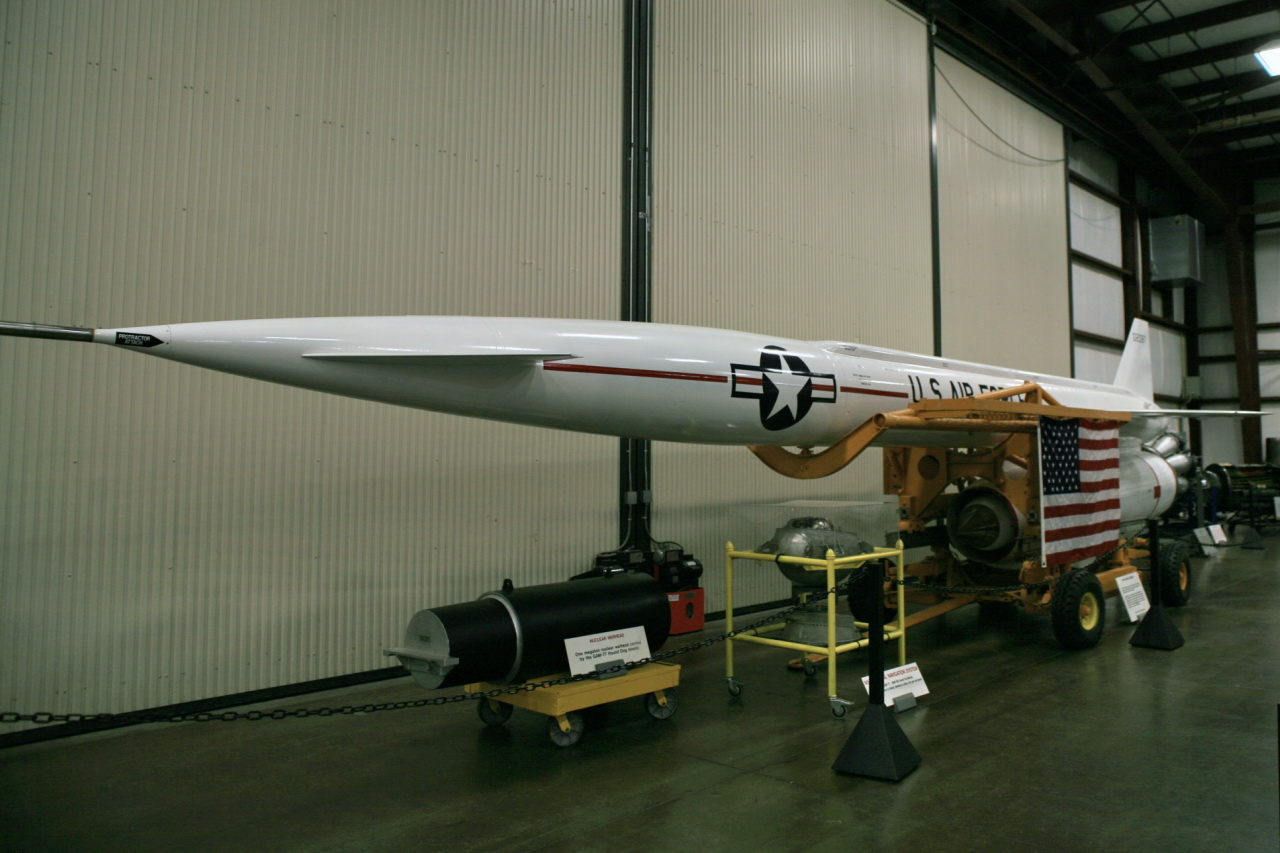
Tên lửa Hound Dog được trưng bày tại Bảo tàng Không quân New England, Connecticut. Bên dưới là đầu đạn hạt nhân W-28.

- 2d Bombardment Wing – Barksdale AFB, Louisiana
  - 20th Bombardment Squadron
  - 62d Bombardment Squadron
  - 596th Bombardment Squadron
- 5th Bombardment Wing, Heavy – Travis AFB, California / Minot AFB, North Dakota
  - 23d Bombardment Squadron
- 6th Bombardment Wing, Heavy – Walker AFB, New Mexico
  - 24th Bombardment Squadron
  - 40th Bombardment Squadron
- 11th Bombardment Wing, Heavy – Altus AFB, Oklahoma
  - 26th Bombardment Squadron
- 17th Bombardment Wing, Heavy – Wright-Patterson AFB, Ohio
  - 34th Bombardment Squadron
- 19th Bombardment Wing, Heavy – Homestead AFB, Florida / Robins AFB Georgia
  - 28th Bombardment Squadron
- 28th Bombardment Wing, Heavy – Ellsworth AFB, South Dakota
  - 77th Bombardment Squadron
- 39th Bombardment Wing – Eglin AFB, Florida
  - 62d Bombardment Squadron
- 42d Bombardment Wing, Heavy – Loring AFB, Maine
  - 69th Bombardment Squadron
  - 70th Bombardment Squadron
- 68th Bombardment Wing – Seymour Johnson AFB, North Carolina
  - 51st Bombardment Squadron
- 70th Bombardment Wing – Clinton-Sherman AFB, Oklahoma
  - 6th Bombardment Squadron
- 72d Bombardment Wing, Heavy – Ramey AFB, Puerto Rico
  - 60th Bombardment Squadron
- 92d Bombardment Wing, Heavy – Fairchild AFB, Washington
  - 325th Bombardment Squadron
- 97th Bombardment Wing, Heavy – Blytheville AFB, Arkansas
  - 340th Bombardment Squadron
- 306th Bombardment Wing – McCoy AFB, Florida
  - 367th Bombardment Squadron
- 319th Bombardment Wing, Heavy – Grand Forks AFB, North Dakota
  - 46th Bombardment Squadron
- 320th Bombardment Wing – Mather AFB, California
  - 441st Bombardment Squadron
- 340th Bombardment Wing – Bergstrom AFB, Texas
  - 486th Bombardment Squadron
- 379th Bombardment Wing, Heavy – Wurtsmith AFB, Michigan
  - 524th Bombardment Squadron
- 397th Bombardment Wing – Dow AFB, Maine
  - 341st Bombardment Squadron
- 410th Bombardment Wing – K. I. Sawyer AFB, Michigan
  - 644th Bombardment Squadron
- 416th Bombardment Wing  – Griffiss AFB, New York
  - 668th Bombardment Squadron
- 449th Bombardment Wing – Kincheloe AFB, Michigan
  - 716th Bombardment Squadron
- 450th Bombardment Wing – Minot AFB, North Dakota
  - 721st Bombardment Squadron
- 454th Bombardment Wing  – Columbus AFB, Mississippi
  - 736th Bombardment Squadron
- 456th Bombardment Wing – Beale AFB, California
  - 744th Bombardment Squadron
- 465th Bombardment Wing – Robins AFB Georgia
  - 781st Bombardment Squadron
- 484th Bombardment Wing – Turner AFB Georgia
  - 864th Bombardment Squadron
- 4038th Strategic Wing – Dow AFB, Maine
  - 341st Bombardment Squadron
- 4039th Strategic Wing – Griffiss AFB, New York
  - 75th Bombardment Squadron
- 4042d Strategic Wing – K.I. Sawyer AFB, Michigan
  - 526th Bombardment Squadron
- 4043d Strategic Wing  – Wright-Patterson AFB, Ohio
  - 42d Bombardment Squadron
- 4047th Strategic Wing  – McCoy AFB, Florida
  - 347th Bombardment Squadron
- 4123d Strategic Wing  – Clinton-Sherman AFB, Oklahoma
  - 98th Bombardment Squadron
- 4126th Strategic Wing  – Beale AFB, California
  - 31st Bombardment Squadron – Beale AFB, California
- 4130th Strategic Wing  – Bergstrom AFB, Texas
  - 335th Bombardment Squadron
- 4133d Strategic Wing  – Grand Forks AFB, North Dakota
  - 30th Bombardment Squadron
- 4134th Strategic Wing  – Mather AFB, California
  - 72d Bombardment Squadron
- 4135th Strategic Wing  – Eglin AFB, Florida
  - 301st Bombardment Squadron
- 4136th Strategic Wing  – Minot AFB, North Dakota
  - 525th Bombardment Squadron
- 4137th Strategic Wing  – Robins AFB, Georgia
  - 342d Bombardment Squadron
- 4138th Strategic Wing  – Turner AFB, Georgia
  - 336th Bombardment Squadron
- 4228th Strategic Wing  – Columbus AFB, Mississippi
  - 492d Bombardment Squadron
- 4238th Strategic Wing  – Barksdale AFB, Louisiana
  - 436th Bombardment Squadron
- 4239th Strategic Wing  – Kincheloe AFB, Michigan
  - 93d Bombardment Squadron
- 4241st Strategic Wing  – Seymour Johnson AFB, North Carolina
  - 73d Bombardment Squadron

### Citations
1. 1 2  "AGM-28 Missile Hound Dog Missile Hound Dog"  Lưu trữ ngày 25 tháng 6 năm 2008 tại Wayback Machine Access date: October 8, 2007.
2. ↑  "AGM-28A Hound Dog"  Lưu trữ ngày 15 tháng 10 năm 2007 tại Wayback Machine Access date: October 8, 2007.
3. 1 2 3 4 5 6  "A Brief Account of the Beginning of the Hounddog (GAM 77)"  Lưu trữ ngày 20 tháng 11 năm 2008 tại Wayback Machine Access date: October 28, 2007.
4. 1 2 3  "AGM-28 Hound Dog Missile"  Lưu trữ ngày 24 tháng 2 năm 2012 tại Wayback Machine Access date: October 8, 2007.
5. 1 2 3  Mark Wade. "Navaho". Encyclopedia Astronautica Website. “Archived copy”. Bản gốc lưu trữ 3 Tháng mười một năm 2007. Truy cập 29 tháng Mười năm 2007.Quản lý CS1: bản lưu trữ là tiêu đề (liên kết) Access date: October 20, 2007.
6. 1 2  “National Affairs: Mongrel Makes Good”. Time. 25 tháng 4 năm 1960. Lưu trữ bản gốc 13 tháng Bảy năm 2022. Truy cập 13 tháng Bảy năm 2022.
7. 1 2 3 4 5 6  "AGM-28 Missile Memos"  Lưu trữ ngày 21 tháng 2 năm 2012 tại Wayback Machine Access date: October 8, 2007.
8. ↑  J. McHaffie. My experience with the GAM-77 program.  Lưu trữ ngày 5 tháng 3 năm 2016 tại Wayback Machine Access date: October 8, 2007.
9. ↑  David C. Aronstein and Albert C. Piccirillo. Have Blue and the F-117A: Evolution of the Stealth Fighter, AIAA, 1997, ISBN 1-56347-245-7.
10. 1 2  National Museum of the Air Force. North American AGM-28B Hound Dog. “Fact Sheets : North American AGM-28B Hound Dog : North American AGM-28B Hound Dog”. Bản gốc lưu trữ 15 Tháng mười một năm 2007. Truy cập 29 tháng Mười năm 2007. Access date: October 20, 2007.
11. ↑  Directory of U.S. Military Rockets and Missiles. AGM-28.  Lưu trữ ngày 9 tháng 2 năm 2012 tại Wayback Machine Access date: October 28, 2007.
12. ↑  IN THE PUBLIC DOMAIN WEBSITE. [3.0] Cruise Missiles Of The 1950s & 1960s. “[3.0] Cruise Missiles of the 1950s & 1960s”. Bản gốc lưu trữ 12 Tháng tám năm 2007. Truy cập 29 tháng Mười năm 2007. Access date: October 28, 2007.
13. ↑  Dorr, R. & Peacock, L. B-52 Stratofortress: Boeing's Cold War Warrior, Osprey Aviation: Great Britain.  ISBN 1-84176-097-8
14. ↑  “AMMS Bases”. Ammsalumni.org. Lưu trữ bản gốc 2 tháng Mười năm 2011. Truy cập 28 tháng Chín năm 2011.

### Bibliography
- Hound Dog, Historical Essay by Andreas Parsch, Encyclopedia Astronautica website, retrieved October 8, 2007.
- Indoor Exhibits, Travis Air Museum website, retrieved October 8, 2007
- The Navaho Project – A Look Back, North American Aviation Retirees Bulletin, Summer 2007.
- Complete List of All U.S. Nuclear Weapons, Nuclear Weapon Archive Website, retrieved October 13, 2007.
- B-52 Stratofortress: Boeing's Cold War Warrior, Dorr, R. & Peacock, L., Osprey Aviation: Great Britain.  ISBN 1-84176-097-8
- Hound Dog Fact Sheet, Space Line Website, retrieved on October 14, 2007
- Angle of Attack: Harrison Storms and the Race to the Moon, Mike Gray, Penguin, 1994, ISBN 978-0-14-023280-6
- GAM-77 Hound Dog Missile, Boeing Corporate Website, retrieved on October 14, 2007,
- North American AGM-28B Hound Dog, Aviation Enthusiast Corner Website, retrieved on October 21, 2007.
- The USAF and the Cruise Missile Opportunity or Threat, Kenneth P. Werrell, Technology and the Air Force A Retrospective Assessment, Air Force History and Museums Program, 1997
- Airpower Theory and Practice, Edited by John Gooch, Frank Cass Publishing, 1995, ISBN 0-7146-4186-3.
- Association of the Air Force Missileers: "Victors in the Cold War, Turner Publishing Company, 1998, ISBN 1-56311-455-0